# DavidLafargePokemon
 (septembre 2022).
David Lafarge, connu sous le pseudonyme DavidLafargePokemon, est un vidéaste web français né le 20 novembre 1996 à Blois, dans le Loir-et-Cher. Il est principalement connu pour ses contenus en ligne dédiés à la franchise Pokémon.

## Biographie
David Lafarge découvre l'univers des cartes Pokémon à l'âge de trois ans, avec son père. Cette passion le pousse à créer une chaîne YouTube le 22 juillet 2013, afin de partager sa collection. Initialement appelée « Xerneas 41 », la chaîne est rapidement renommée « DavidLafargePokemon ».
En 2014, après l'obtention de son baccalauréat économique et social, David Lafarge diversifie son contenu avec des vidéos sur des thématiques variées, comme des vidéos de dégustations, de "lifestyles" et de "challenges". Le youtubeur réalise également plusieurs vidéo autour de différents jeux d'argent, un choix de contenu controversé en raison du jeune public au sein de l'audience de sa chaîne.
En 2016, le vidéaste est au centre d’une polémique lorsque The Pokémon Company lui interdit de participer à des événements sponsorisés après sa présentation d'un rouleau de cartes non découpées (L'objet en question, non destiné au grand public, était issu d'une vente clandestine, réalisée à l'insu de la marque). Cette décision est annulée après les protestations de sa communauté,.
En 2019, déclarant faire face à des difficultés financières, il se voit contraint de vendre la plus grande partie de sa collection de cartes Pokémon,. En 2020, il déménage à Malte pour des raisons financières, notamment en raison d’un régime fiscal plus avantageux.

### Couple
Il forme un couple avec Élodie Nassar (MissJirachi), également vidéaste spécialisée dans l'univers Pokémon, avec qui il collabore fréquemment. Leur séparation en 2017 entraîne des changements dans son contenu.

## Œuvres

### Courts-métrages

#### Acteur
- Pokémon Go in Real Life !!, 2016, réalisé par Hardisk[10]
- C’était pas de la tarte…[11] en jouant le rôle de lui-même, 2025, réalisé par Maxime Click[12]

### Littérature
- Go ! Tous les secrets du jeu - Le guide non officiel de Pokémon Go, Hauteville, 2016, avec John Keenan, 143 p.[13] (ISBN 979-10-93835-15-0)